# Richterovy mrakodrapy
Richterovy mrakodrapy (chorvatsky Richterovi neboderi), též známé pod názvem Rakety (chorvatsky Rakete) jsou tři brutalistické výškové budovy, nacházející se v jihovýchodní části chorvatské metropole Záhřebu (adresa ul. Lavoslava Ružičke/ul. Slavonska Avenija).
Budovy byly vyprojektovány v 60. letech 20. století podle projektu studia Centar '51 a architektů Berislava Šerbetiće, Ljubo Ivety, Vjenceslava Richtera a Olgy Korenik. Stavební práce byly dokončeny v roce 1968. Po Zemětřesení ve Skopje v roce 1963 byl původní projekt budov přepracován, aby odolaly případným otřesům, které by mohly chorvatskou metropoli zasáhnout stejně, jako tomu bylo v případě makedonské. Kvůli tomu získaly budovy svůj charakteristický tvar.
Všechny tři budovy mají 22 podlaží a nejvyšší z nich dosahuje výšky 70 m. Jedná se o jedny z nejvyšších budov v Záhřebu.